# Priorteich/Sachsenstein
Der Priorteich/Sachsenstein ist ein ehemaliges Naturschutzgebiet in der niedersächsischen Kleinstadt Bad Sachsa und der Gemeinde Walkenried im Landkreis Göttingen.
Der Priorteich ist Bestandteil der Welterbe-Route des UNESCO-Welterbes im Harz.

## Beschreibung
Das ehemalige Naturschutzgebiet mit dem Kennzeichen NSG BR 003 ist 315 Hektar groß. Es ist Bestandteil des FFH-Gebietes „Gipskarstgebiet bei Bad Sachsa“. Im Nordwesten und Westen sowie im Süden und Südosten grenzt es an Teilflächen des ehemaligen Naturschutzgebietes „Gipskarstlandschaft Bad Sachsa und Walkenried“. Nach Norden grenzt es an das Landschaftsschutzgebiet „Harz“. Das Gebiet stand seit dem 16. März 1950 unter Naturschutz. Im Februar 2021 ging es im neu ausgewiesenen Naturschutzgebiet „Gipskarstgebiet bei Bad Sachsa“ auf. Zuständige untere Naturschutzbehörde war der Landkreis Göttingen.
Das ehemalige Naturschutzgebiet liegt in etwa zwischen Bad Sachsa und Walkenried im zum Südharzer Zechsteingürtel gehörenden Walkenrieder Zechsteinhügelland im Süden des Naturparks Harz. Es umfasst die südwestlich und westlich von Walkenried liegenden Fischteiche, zusammenhängende Buchenwälder sowie Wiesenbereiche. Im ehemaligen Naturschutzgebiet sind naturnahe Bachläufe, Niedermoor- und Sumpfgebiete und Bruchwälder zu finden. In Hangbereichen stockt Kalktrockenhangwald, auf Klippen wächst Borstgrasrasen. In den Buchenwäldern sind hohe Anteile an Eichen zu finden, was auf eine frühere Nutzung als Hutewald hindeutet.
Um die Klosterteiche Priorteich, Affenteich, Brunsteich, Sackteich, Andreasteich, Höllteich und Röseteich führt ein Rundwanderweg.

## Geschichte der Teiche
Die Teiche wurden im Mittelalter von Mönchen des Zisterzienserklosters Walkenried als Fischteiche rund um Walkenried angelegt. Legenden berichten von bis zu 365 Teichen; sicher nachweisen lassen sich mindestens 55.
Die Fischteiche sind relativ flach. Sie sind teilweise aus vorhandenen Erdfallseen entstanden, die von den Mönchen durch Dämme vergrößert wurden, zum großen Teil aber auch Neuanlagen. Vielfach werden sie durch Karstquellen gespeist, teilweise beziehen sie ihr Wasser auch aus nahen Bächen, in seltenen Fällen nur durch Niederschläge.
Die Teiche liegen an verschiedenen Orten im ehemaligen Naturschutzgebiet. Mehrere Teiche befinden sich südwestlich von Walkenried am Fuße der Gipsmassive Reseberg und Höllstein. Die Teiche sind überwiegend von Waldbeständen umgeben. In den Uferbereichen wachsen vielfach Röhrichtbestände.
Der zwischen Bad Sachsa und Walkenried liegende Priorteich ist der größte der Teiche im ehemaligen Naturschutzgebiet. An seinem Nordufer liegt ein Waldfreibad.
Die Klosterteiche werden heute vom Verein Walkenrieder Sportfischer e. V. bewirtschaftet, Einige dienen allein der Aufzucht, an anderen kann mit einer Gastangelkarte gefischt werden.

## Sachsenstein

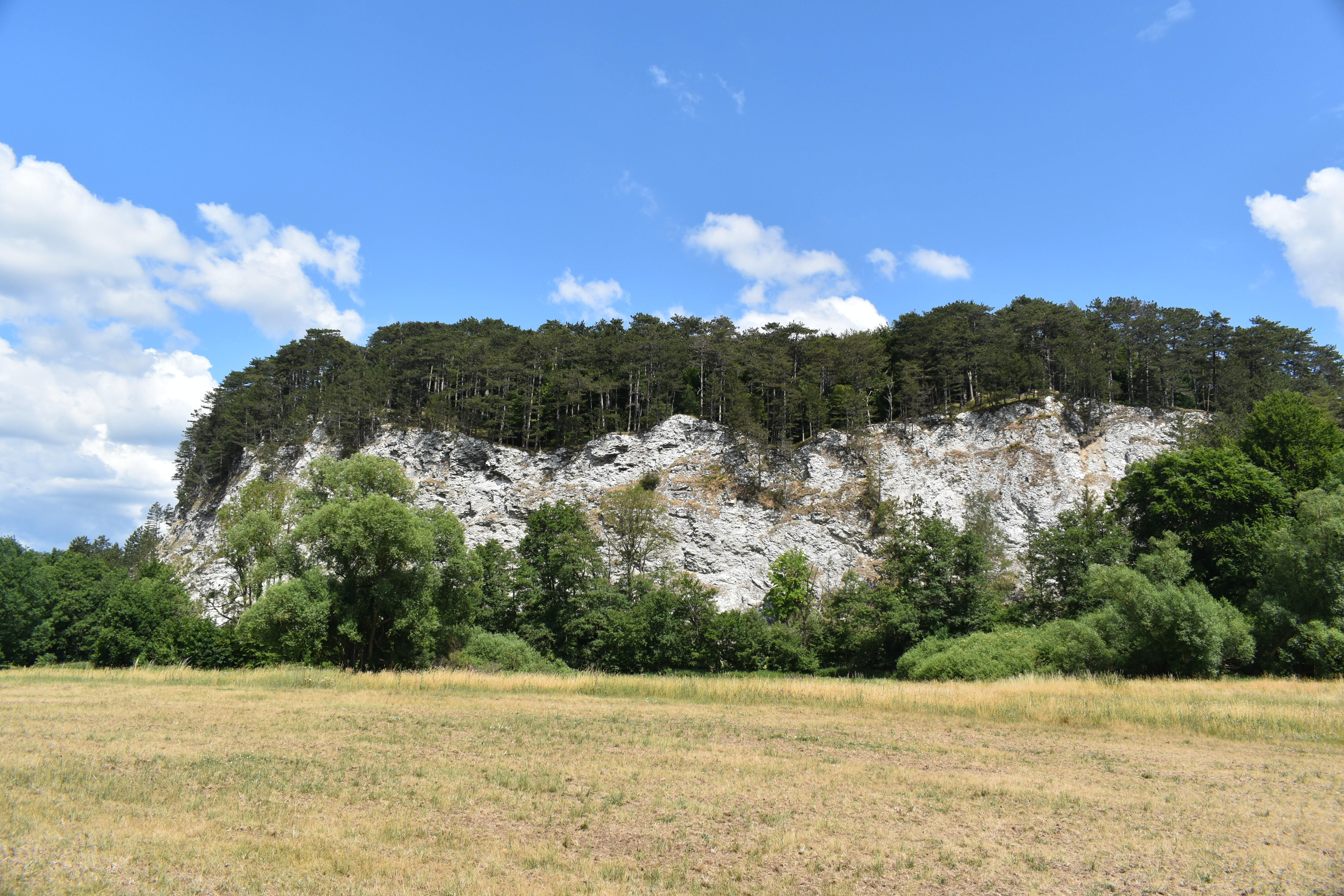
Sachsenstein bei Neuhof

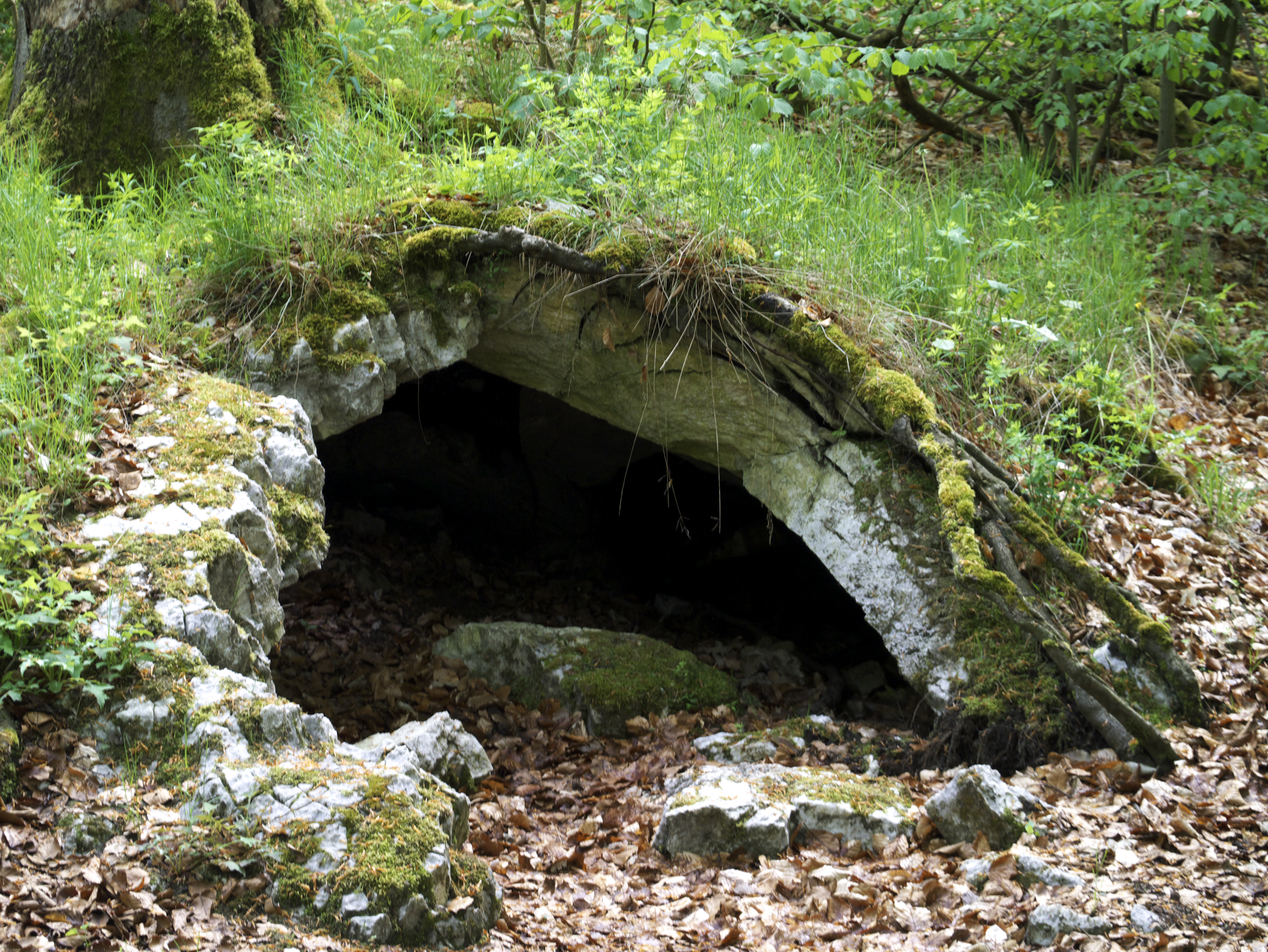
Zwergenloch am Sachsenstein aus dem Südharzer Gipskarst

Nordwestlich des Höllsteins liegt der Sachsenstein, ein Berg aus Werraanhydrit, dessen markanter Felssporn nach Norden, Westen und Südwesten zum Uffetal abfällt. Auf diesem Felssporn liegt die Burg Sachsenstein, die auf Veranlassung von Kaiser Heinrich IV. erbaut und 1073 erstmals urkundlich erwähnt wurde. Die Ruine der 1074 zerstörten Burg wurde 1869 beim Durchstich des Berges für den Bau der Südharzstrecke, die durch das ehemalige Naturschutzgebiet verläuft, erheblich beschädigt. Sie ist heute als Kulturdenkmal ausgewiesen.
Eine Besonderheit auf Höllstein und Sachsenstein sind die als „Zwergenlöcher“ bezeichneten, oberflächennahen Quellhöhlen, die unter dem Einfluss von Wasser bei der Umwandlung von Anhydrit in Gips entstehen. Die größte bekannte Quellhöhle war die „Waldschmiede“ im Blumenberg. Sie ist weitgehend verwittert und stürzte 1990 ein. Um die Quellungshöhlen ranken sich verschiedene Sagen.
Der Sachsenstein fällt zum Uffetal steil ab. Diese als Naturdenkmal „Sachsensteinklippen“ ausgewiesene, etwa einen Kilometer lange und bis zu 30 Meter hohe Steilwand ist durch die an ihrem Fuß vorbeifließende Uffe entstanden.
Im Geopark Harz – Braunschweiger Land – Ostfalen ist dem Sachsenstein und Umgebung ein eigener Flyer (Landmarke 16) gewidmet.
Am Fuße des Sachsensteins liegt die Gemeinde Neuhof. Am Ortseingang von Neuhof befand sich das Gipswerk Sachsenstein. Auch die einzige Gips-Schauhöhle Niedersachsens, die Sachsensteinhöhle war dort zu finden, sie fiel aber in den 1950er Jahren dem Gipsabbau zum Opfer.

### Fotogalerie, chronologisch
- 1838
Stahlstich, J.J.Hinchcliff nach Ludwig Richter Aus: Wilhelm Blumenhagen, Wanderungen durch den Harz (Leipzig: Verlag Georg Wigand 1838)[18]
- 1840

Stahlstich, J.J.Hinchcliff nach Ludwig Richter[19]
- Lithographie[20]

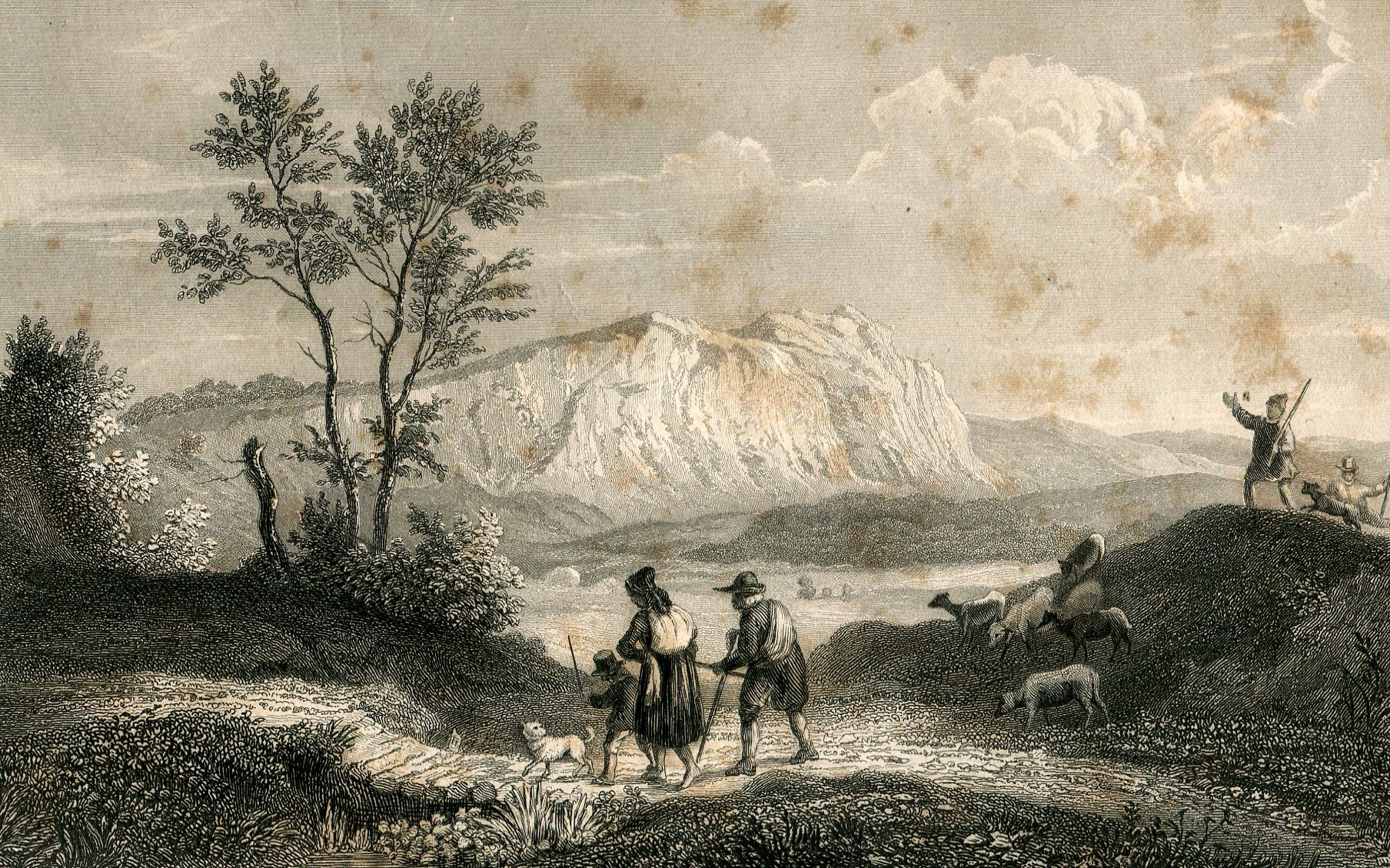
1838 Stahlstich, J.J.Hinchcliff nach Ludwig Richter Aus: Wilhelm Blumenhagen, Wanderungen durch den Harz (Leipzig: Verlag Georg Wigand 1838)
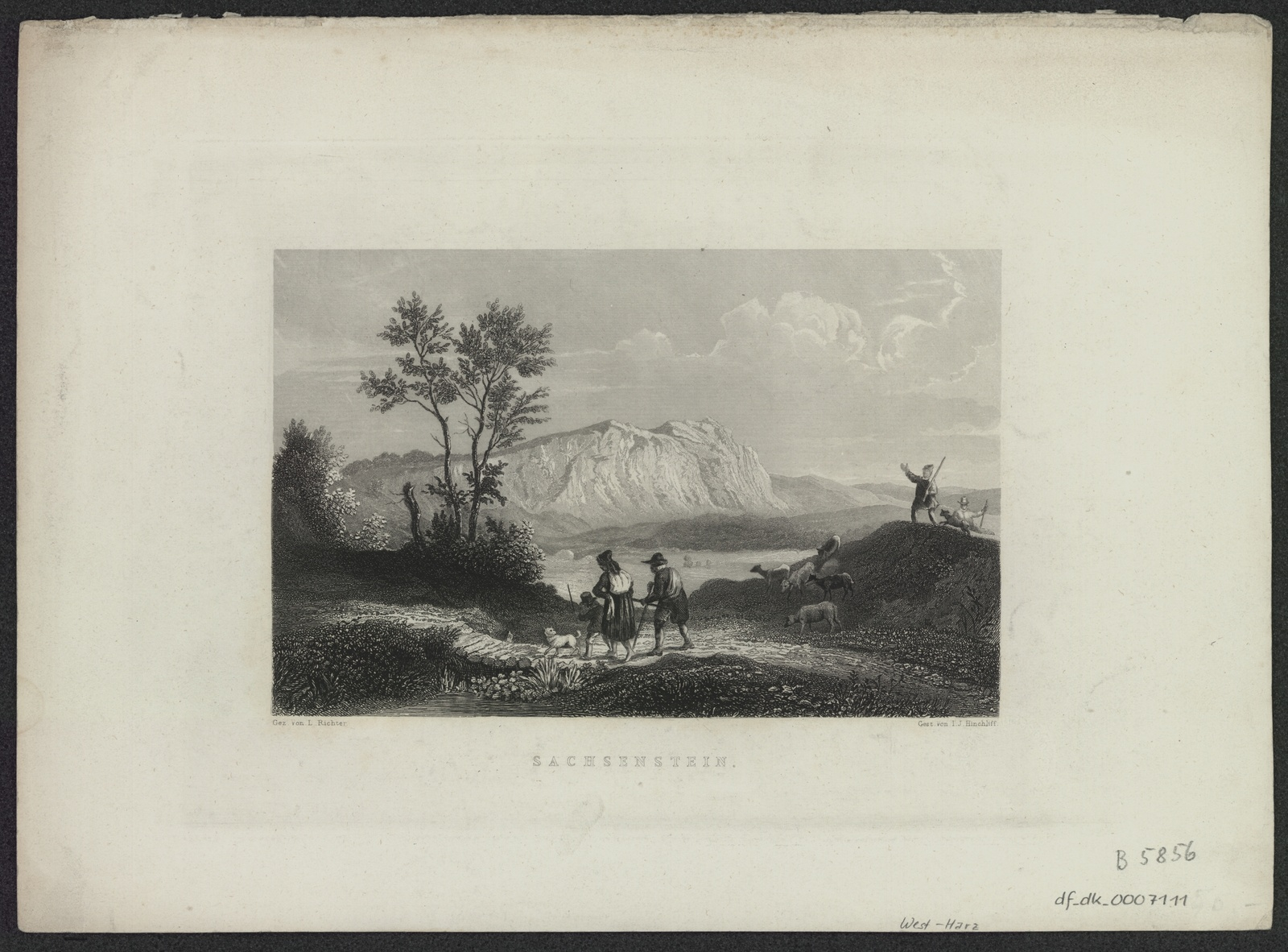
1840 Stahlstich, J.J.Hinchcliff nach Ludwig Richter
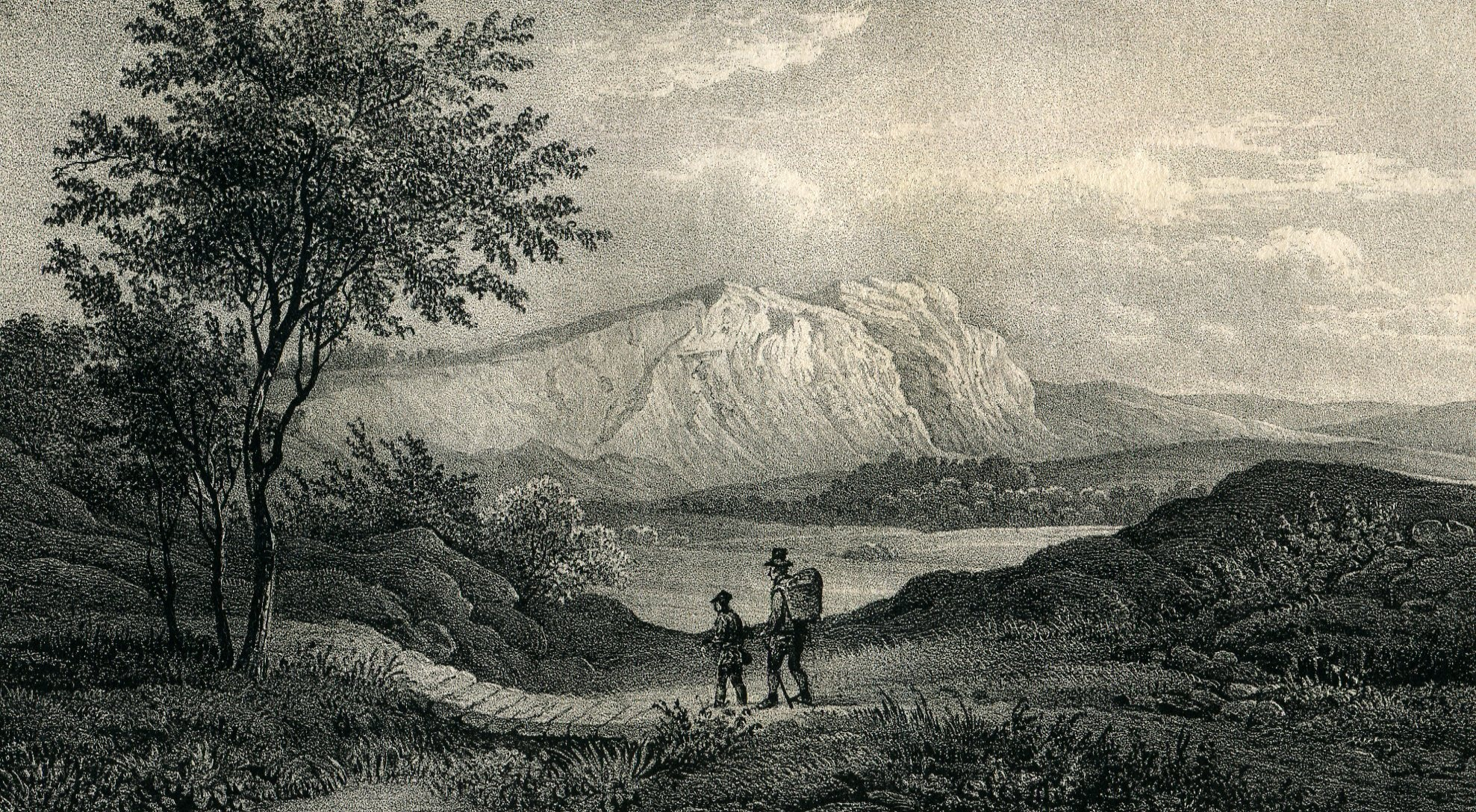
Lithographie
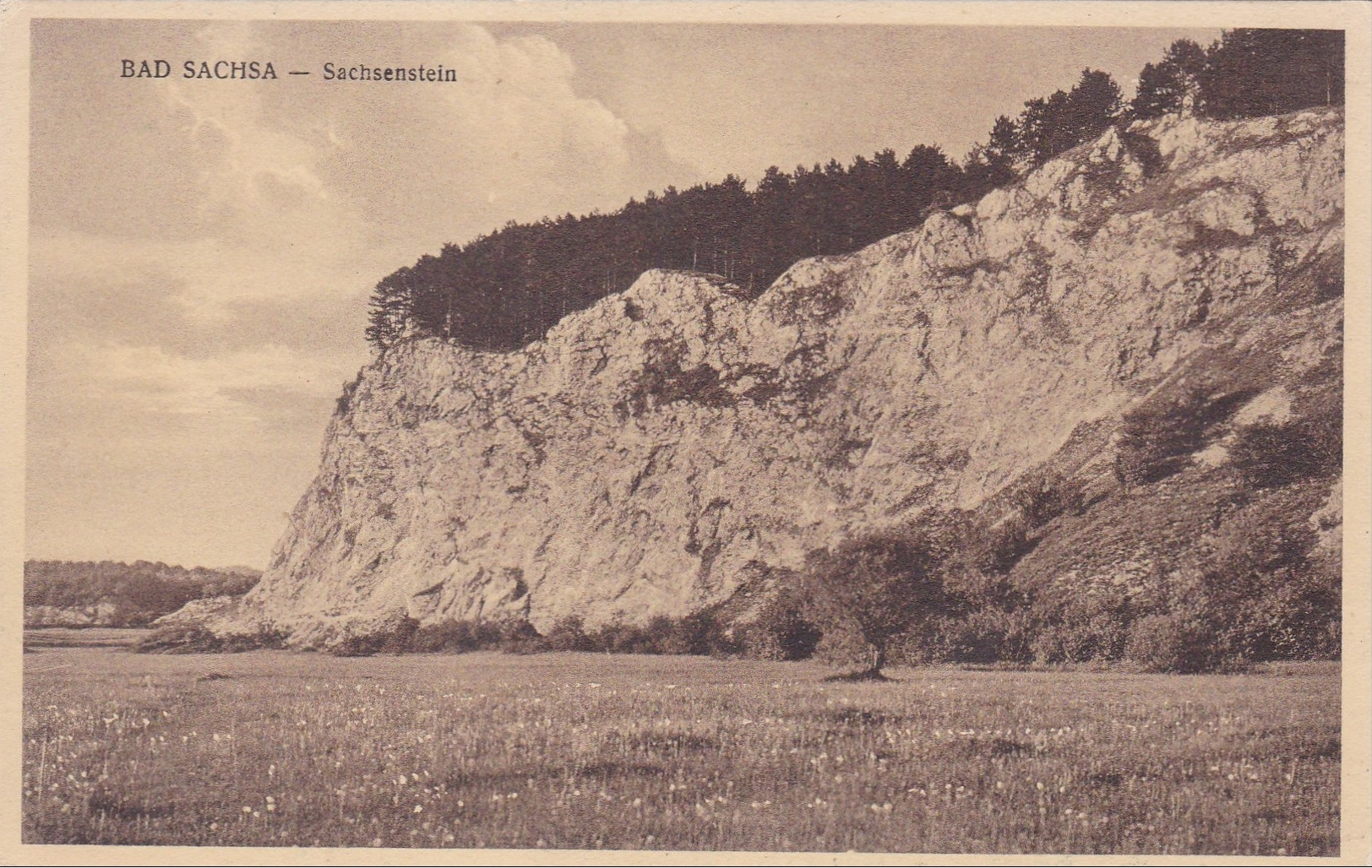
ca. 1925 Ansichtskarte
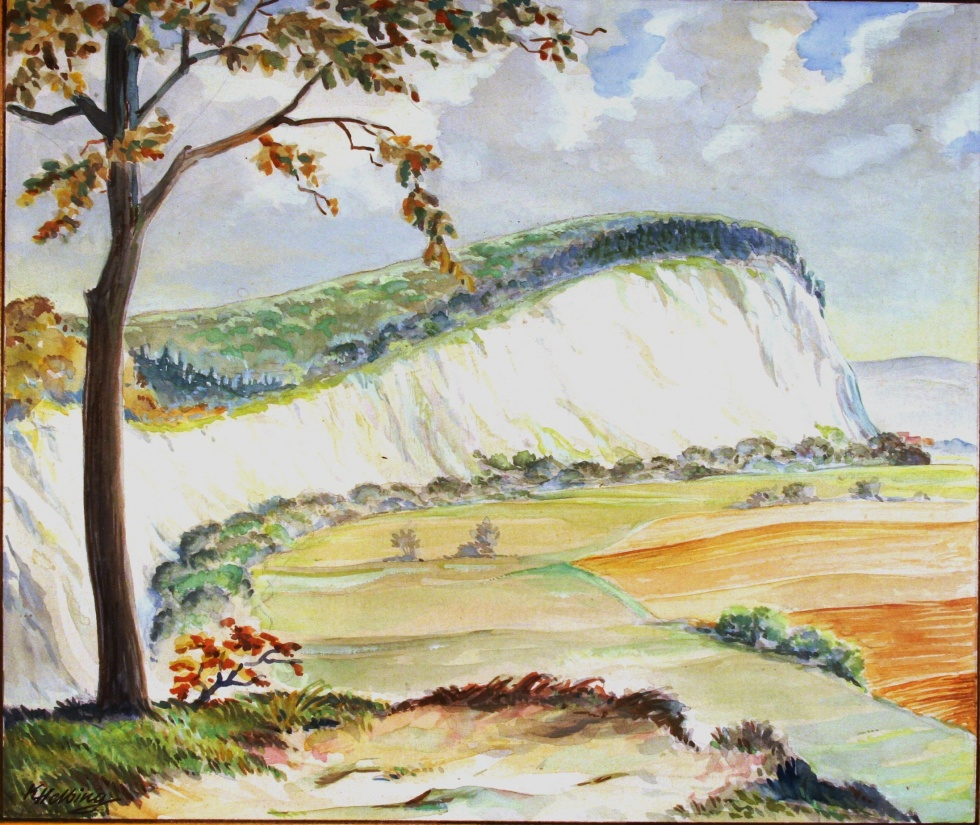
1952 Aquarell, Karl Helbing
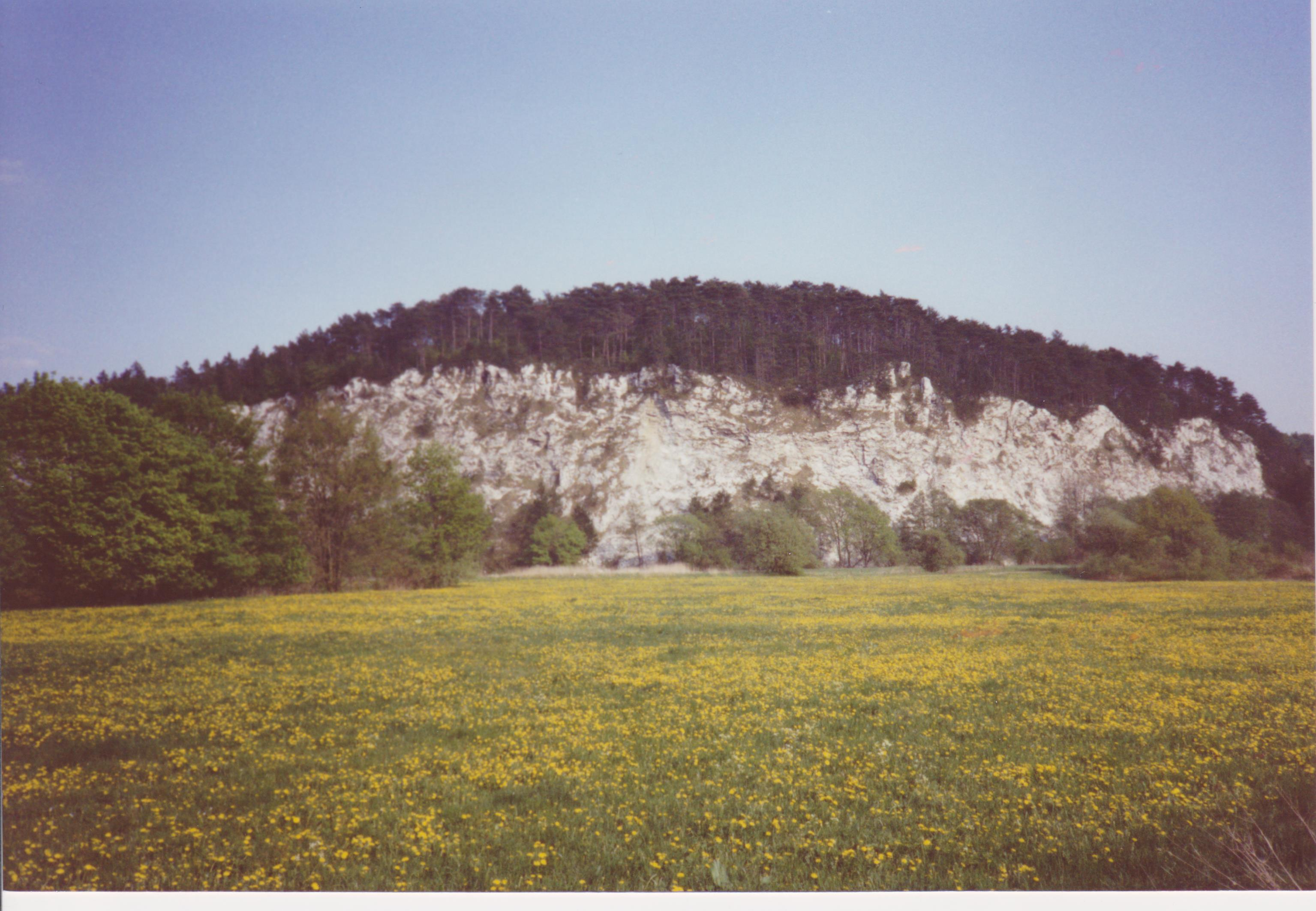
1988
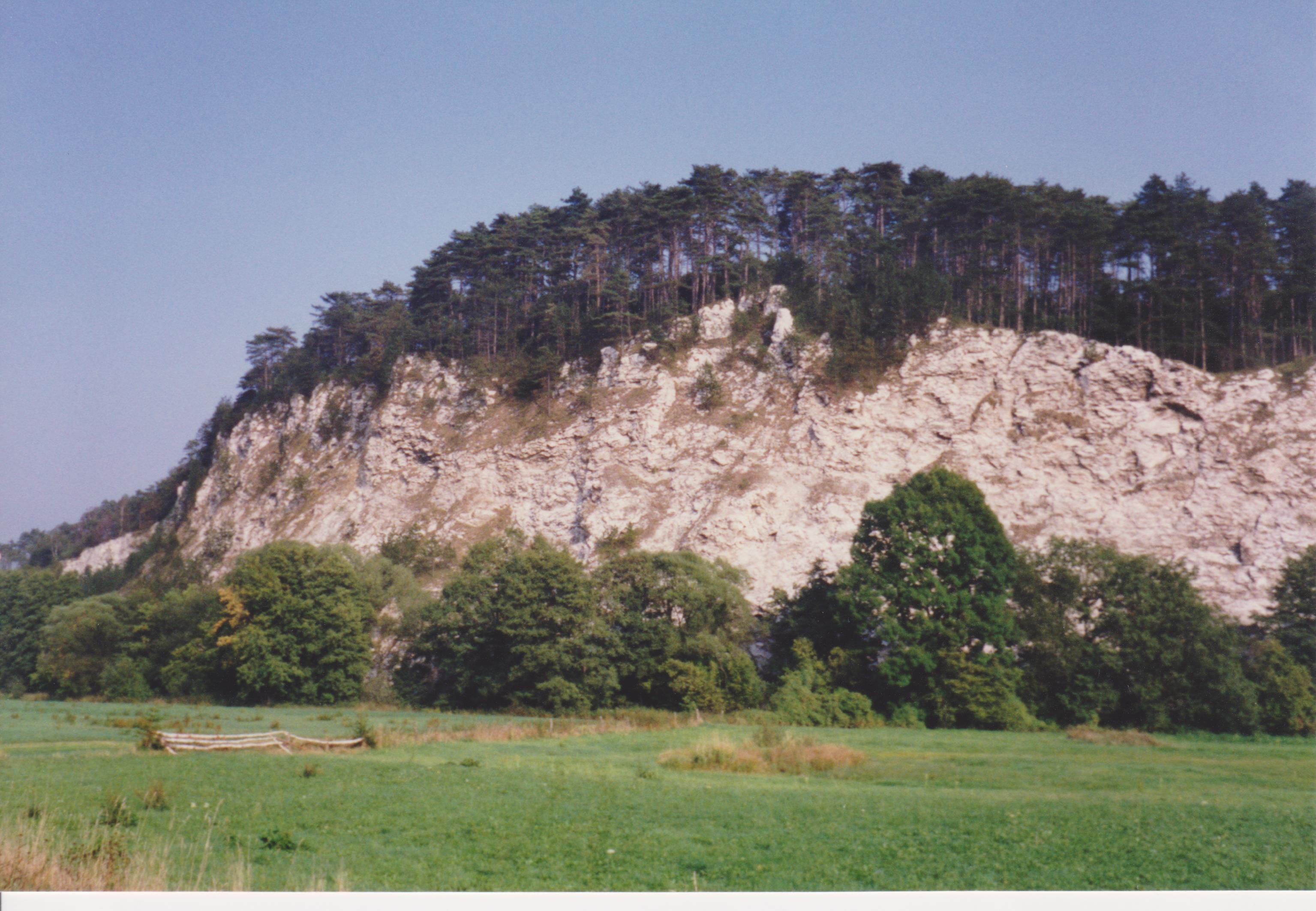
1989
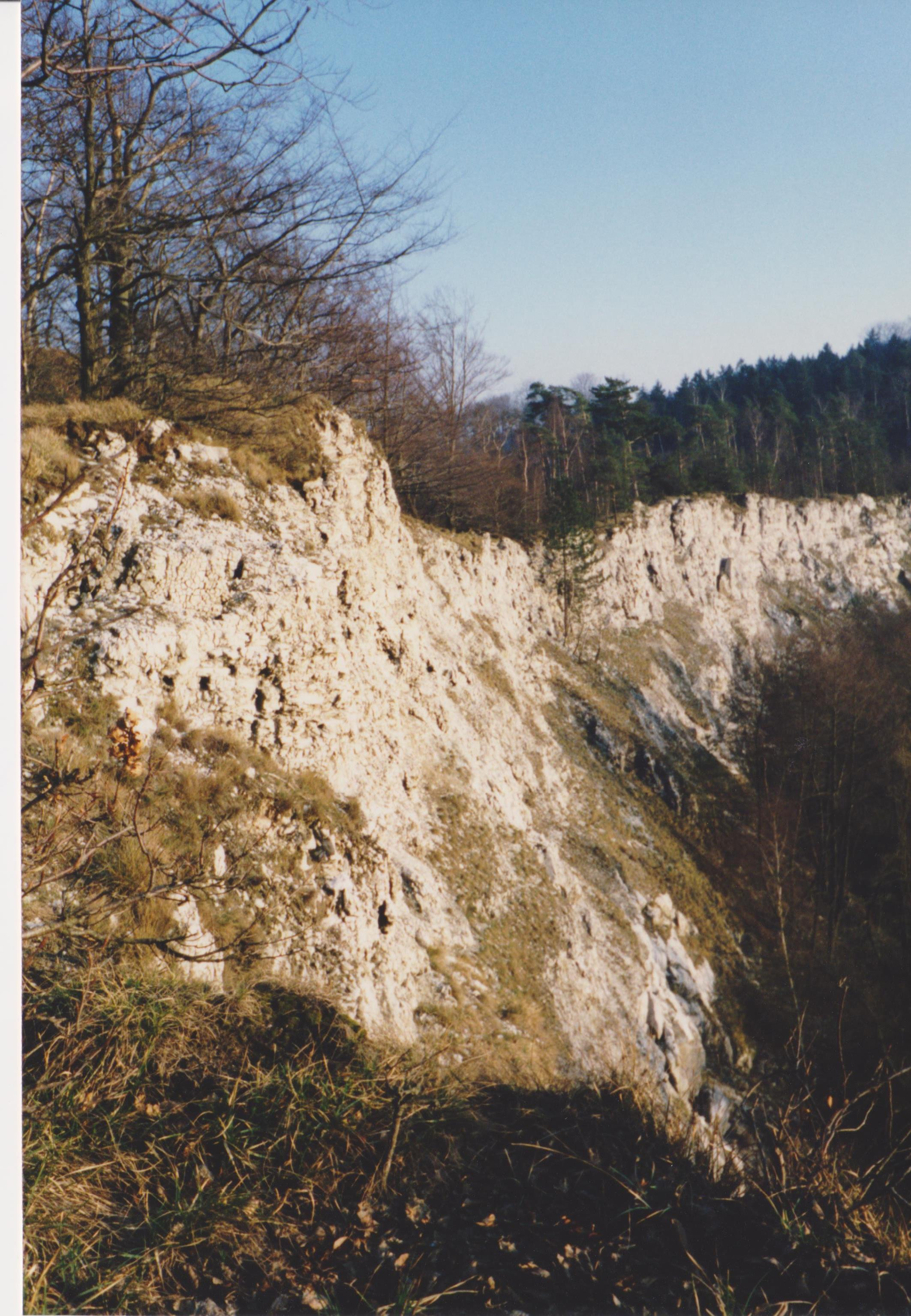
1990 Auf dem Sachsenstein Blick nach Osten
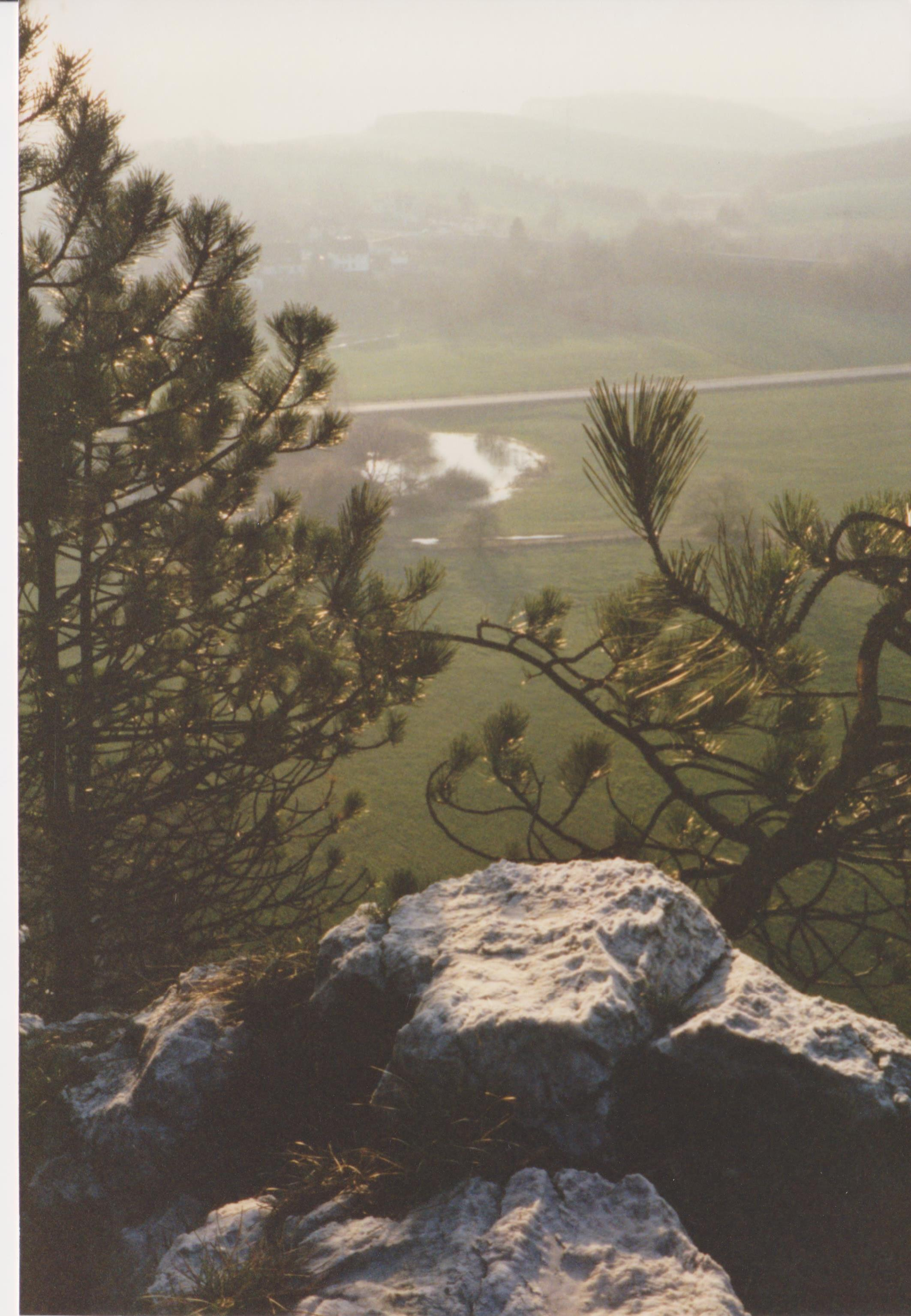
1990 Auf dem Sachsenstein Blick nach Süden
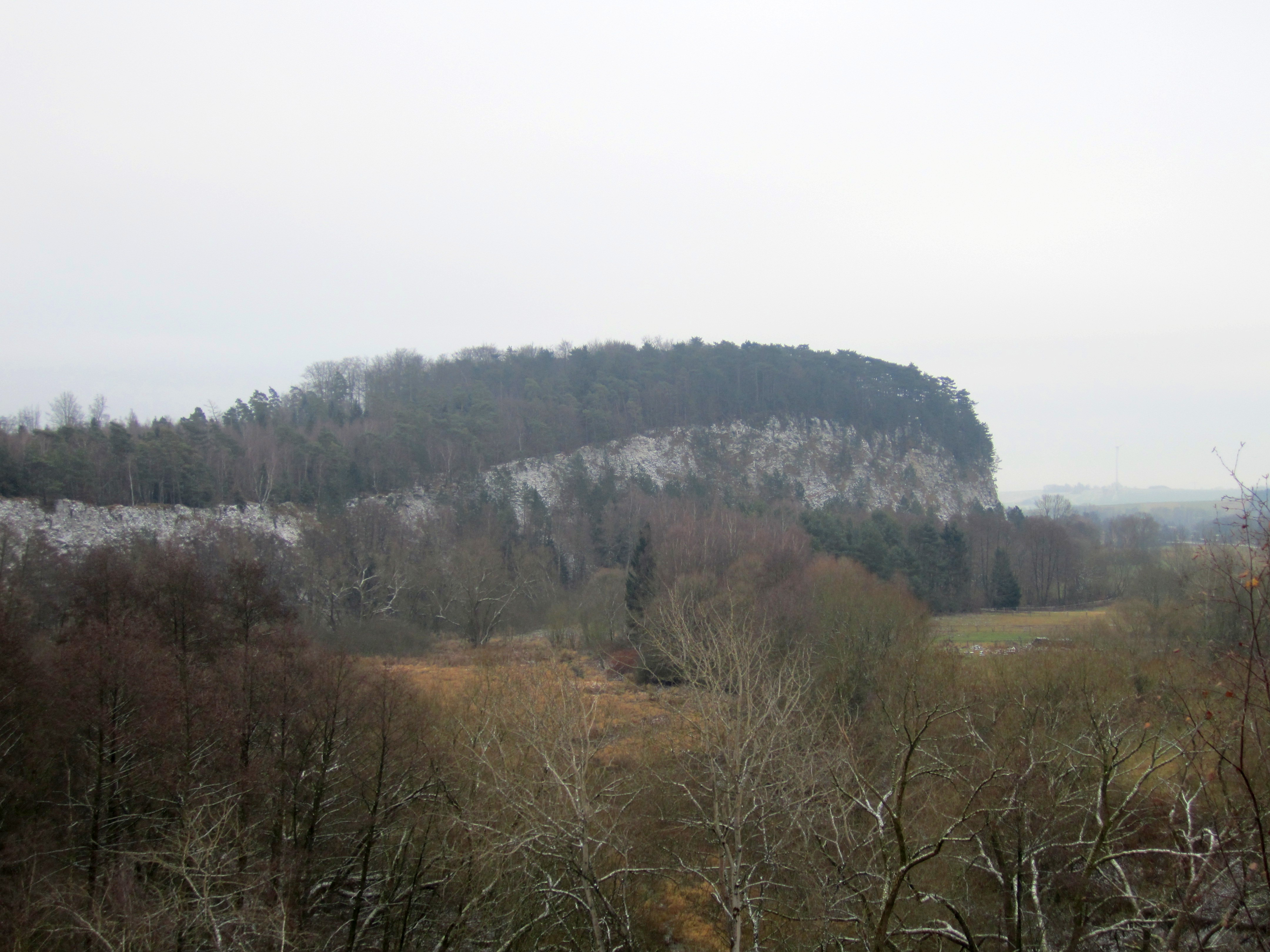
2012 Die Sachsensteinwand bei Neuhof

- 2012
 Die Sachsensteinwand bei Neuhof

## Sonstiges

Die Sachseneiche am Priorteich, April 2003

Am Nordrand des Höllsteins befindet sich das Naturdenkmal „Sachseneiche“, eine uralte Eiche, deren Alter auf über 850 Jahre beziffert wird.
Nordwestlich von Walkenried befindet sich der Mönchswald, ein alter Hutewald, am Rand des ehemaligen Naturschutzgebietes. Der Wald wurde bis 1950 als Viehweide genutzt. Seit 2010 wird er zur Pflege wieder beweidet.
Neben der Südharzstrecke zwischen Bad Sachsa und Walkenried durchqueren weitere Verkehrswege das ehemalige Naturschutzgebiet, darunter zwei Landesstraßen. Durch das Gebiet verlaufen mehrere Wanderwege, darunter auch eine Teilstrecke des Karstwanderweg Südharz. Im Süden des Schutzgebiets steht die Schutzhütte Sachsensteinhütte, die als Nr. 166 in das System der Stempelstellen der Harzer Wandernadel einbezogen ist.